# Аржан-Суу

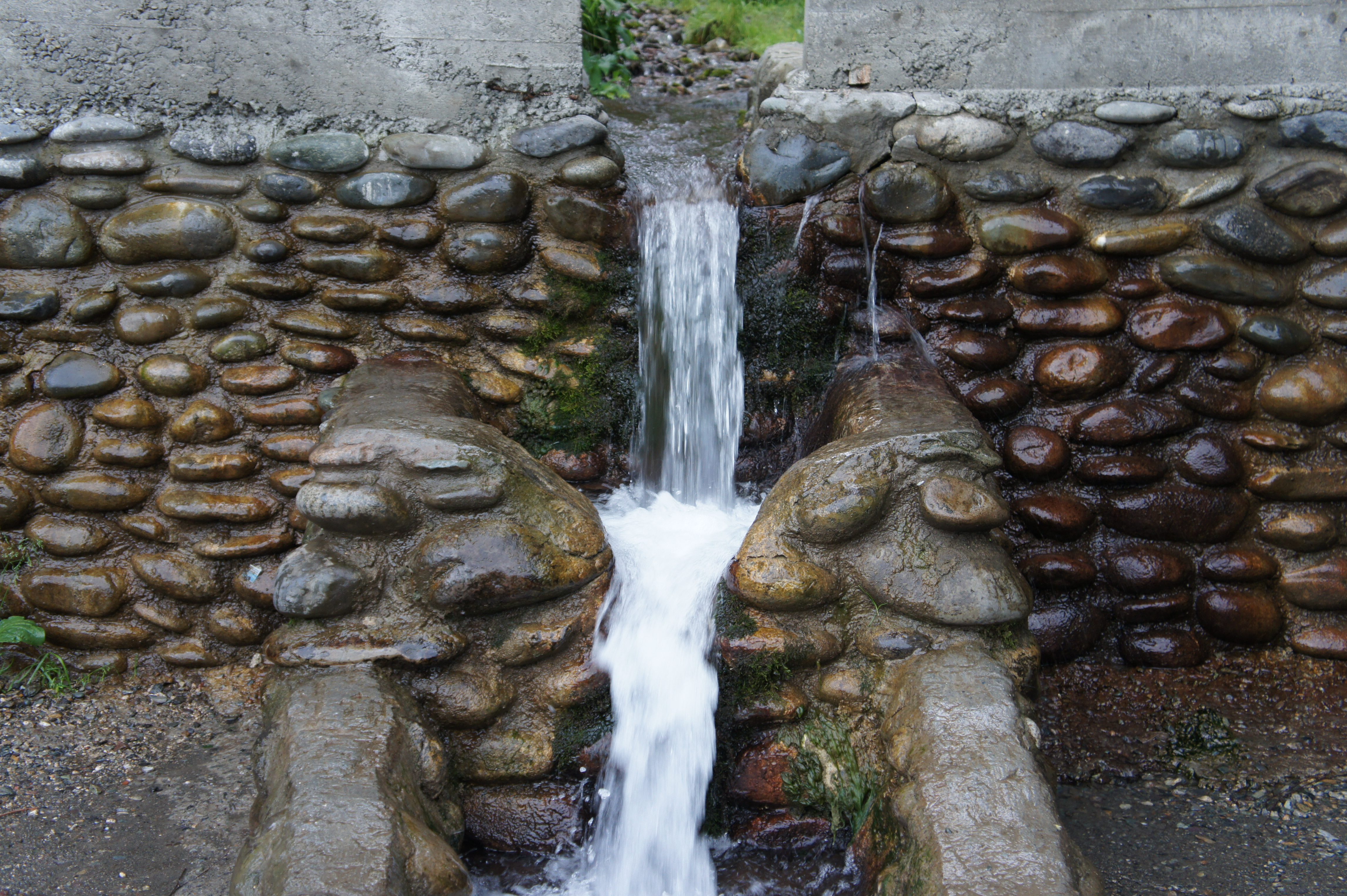

Аржан-Суу (південноалт. Аржаан-Суу — свята вода) — джерело, пам'ятка природи Республіки Алтай. Джерело розташоване біля полотна Чуйського тракту на 478 км. Це одне з найпопулярніших джерел Гірського Алтаю, розташоване на правому березі Катуні, неподалік від села Манжерок. Джерело розташоване в нижній частині крутого борту долини в крайньому західному відрогу хребта Йолго, в районі глибинного розлому.
Вода джерела гідрокабонатно-кальцієво-магнієва з вмістом срібла (так звана «жива вода») і двовалентного заліза («мертва вода»), вміст якого більше, ніж у Єсентуки і Боржомі. Вода також містить мідь і марганець. Температура води — 7—8 °C.
Місцеві жителі вважають джерело святим. Поряд з ним розташовані кафе і сувенірні лавки.